# Julius Pokorný
Julius Pokorný (alemany: Julius Pokorny)  (Praga, 12 de juny de 1887 - Zúric, 8 d'abril de 1970) va ser un estudiós de les llengües cèltiques, especialment el gaèlic irlandès, i un defensor del nacionalisme irlandès.

## Biografia
Va néixer a Praga, llavors part de l'imperi austrohongarès, i va estudiar en la Universitat de Viena, on també va ensenyar des de 1913 fins a 1920. El març de 1916 va mantenir correspondència amb Roger Casement quan va estar a Berlín.
De 1920 a 1935, va ocupar la càtedra de filologia celta en la Universitat Friedrich Wilhelm de Berlín en substitució de Kuno Meyer, abans que els nazis descobrissin que, malgrat ser nacionalista alemany i que havia estat batejat com a catòlic, era d'ascendència jueva. Va ser l'editor de la important revista Zeitschrift für celtische Philologie abans de la Segona Guerra Mundial (1921-38) i va ser responsable de la seva reactivació després (1954-67).
Va ser suspès en la seva càtedra 1933 en el marc de la Llei per a la Restauració del Servei Civil Professional aprovada pels nazis a causa del seu ascendent jueu. Per insistència del president Paul von Hindenburg, qui havia signat el projecte de llei, va ser reincorporat aquest mateix any sota exempció per a aquells que havien portat l'uniforme alemany o dels seus aliats en la Primera Guerra Mundial. El 1935, va ser acomiadat definitivament sota les disposicions de les racistes Lleis de Nuremberg. Va seguir vivint més o menys obertament a Berlín almenys fins a 1939, però va viure una existència semiclandestina des de 1940. Va escapar a Suïssa el 1943, on va ensenyar durant uns anys en la Universitat de Berna i en la Universitat de Zúric fins a la seva jubilació el 1959. El 1954, va rebre el títol honorari de càtedra en la Universitat Ludwig Maximilian de Múnic, on va ser professor de temps parcial el 1956 i novament des de 1960 fins a 1965. Va morir a Zúric el 1970 gairebé tres setmanes després de ser atropellat per un tramvia, no gaire lluny de casa seva.

## Obres
- 1925: Altirische Grammatik (Gramàtica de l'irlandès antic).
- 1944: Altkeltische Dichtungen (Poesia celta antiga).
- 1958: Indogermanisches Etymologisches Wörterbuch (Diccionari Etimològic Indoeuropeu), que encara es fa servir avui dia.